# Standard Operating Procedure
Standard Operating Procedure (kurz SOP, auch Standard Operation Procedure genannt), auf Deutsch etwa Standardvorgehensweise oder standardisiertes Vorgehen (beides wird selten verwendet), ist eine verbindliche textliche Beschreibung der Abläufe von Vorgängen einschließlich der Prüfung der Ergebnisse und deren Dokumentation insbesondere in Bereichen kritischer Vorgänge mit potentiellen Auswirkungen auf Umwelt, Gesundheit und Sicherheit.
SOPs werden zur behördlichen Zulassung von Produkten und Dienstleistungen herangezogen und finden sich insbesondere in der pharmazeutischen Industrie, der Luftfahrtindustrie und auch dem Militär. Daher werden diese auch von den Behörden selbst inhaltlich geprüft; Verstöße gegen die beschriebenen Abläufe können empfindliche Konsequenzen bis zum Verbot der Vermarktung von Produkten und Dienstleistungen nach sich ziehen. Damit unterscheiden sich Standard Operating Procedures von der Arbeitsanweisung, die das Vorgehen innerhalb einer Organisation, bspw. eines betriebswirtschaftlichen Arbeitsprozesses, beschreibt und nicht mit einer behördlichen Sanktionsandrohung verbunden ist.

## Aufbau einer SOP
(Elemente, welche in einer SOP erforderlich sind)

### Ziel und Zweck
Was soll warum erreicht werden?

### Anwendung
Arbeitsbereich

### Beschreibung des Ablaufs
Wie und womit wird die Tätigkeit durchgeführt?

### Zuständigkeit, Qualifikation
Wer ist zuständig, wer darf durchführen?

### Dokumentation
Was, wo, wie, durch wen?

## Erstellung, Einführung und Weiterentwicklung
Von der Erstellung bis zur Einführung einer SOP sind folgende Schritte verbunden:
- Dokumentation der Prozesse (beispielsweise Beschreibung eines Ablaufes), je erfolgskritischer desto detaillierter
- Prüfung der SOP durch das Sechs-Augen-Prinzip. (Erstellen, Prüfen, Freigeben)
- Information und Schulung der Betroffenen
- Änderungsmanagement mit Optimierung der Dokumentation und ggf. Information und Schulung

Das SOP wird in einem Handbuch (auch Leitfaden genannt) verschriftlicht. Eine SOP beinhaltet meist eine eindeutige Kennzeichnung, ein Gültigkeitsdatum oder -zeitraum, eine Versionsnummer und den Namen des Erstellers, der genehmigenden Person innerhalb der Organisation, eventuell des amtlichen Prüfers und des Freigebers mit den jeweiligen Unterschriften. Es soll also klar erkennbar sein, wer wann was vorgegeben hat, um jederzeitige Rückverfolgbarkeit sicherzustellen. Außerdem ist festzuhalten, dass die Mitarbeiter über die Inhalte der SOPs informiert sind und bei Änderungen der SOPs entsprechend geschult worden.

## Pharmazeutische Industrie und Klinik
SOPs sind für pharmazeutische Unternehmen in den Bereichen der klinischen Entwicklung und der Produktion zwingend vorgeschrieben, da in beiden Fällen chemische Substanzen für den Einsatz am Menschen erprobt oder hergestellt werden. Ziel der SOPs ist es, die Vorgehensweise bei der Entwicklung eines Medikamentes zu beschreiben, um die ethischen und behördlichen Standards einzuhalten, und bei der Produktion von Medikamenten deren Reinheit und Wirksamkeit zu garantieren. Die Richtlinien für diese SOPs werden von nationalen Behörden (etwa der FDA in den USA, EMA in Europa) festgelegt und geprüft, während die Hersteller jeweils eigene SOPs aufstellen müssen.
Weitere Anwendung ist die Triage, bei der beschränkt verfügbare Ressourcen entsprechend einer Rangfolge bestimmt werden und auf die medizinisch dringend gebotenen und praktisch möglichen Behandlungen beschränkt werden.

## Luftfahrt
Seit vielen Jahrzehnten sind SOPs als Checklisten auch in der Luftfahrt üblich. Sie werden von den Piloten und Flugbegleitern benutzt.